# 12279 Лаон
12279 Лаон (12279 Laon) — астероїд головного поясу, відкритий 16 листопада 1990 року.
Тіссеранів параметр щодо Юпітера — 3,308.